# Ralph Metcalf

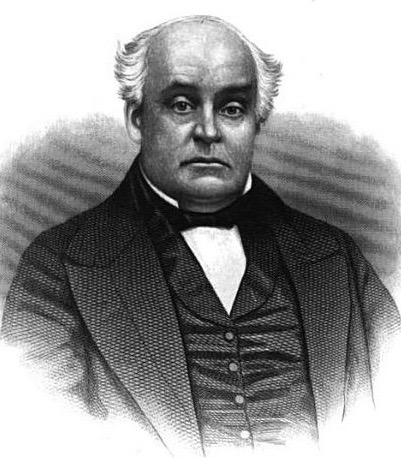
Ralph Metcalf

Ralph Metcalf (* 21. November 1796 in Charlestown, Sullivan County, New Hampshire; † 26. August 1858 in Claremont, New Hampshire) war ein US-amerikanischer Politiker und von 1855 bis 1857 Gouverneur des Bundesstaates New Hampshire.

## Frühe Jahre und politischer Aufstieg
Ralph Metcalf absolvierte im Jahr 1823 das Dartmouth College. Nach einem anschließenden Jurastudium und seiner Zulassung als Rechtsanwalt im Jahr 1826 begann er in Newport und Binghamton im Staat New York in seinem neuen Beruf zu arbeiten. Zwischen 1831 und 1836 war er Staatssekretär in New Hampshire. Von 1838 bis 1840 war er Sekretär bei Levi Woodbury, der zu dieser Zeit US-Finanzminister war. Zwischenzeitlich war er bei einem Nachlassgericht im Sullivan County angestellt. Im Jahr 1850 gehörte er einem Ausschuss an, der die Staatsgesetze von New Hampshire überarbeitete. Zwischen 1852 und 1853 war Metcalf Abgeordneter im Repräsentantenhaus von New Hampshire. In dieser Zeit wurde er Mitglied der Know-Nothing Party, als deren Kandidat er im Jahr 1855 zum Gouverneur seines Staates gewählt wurde.

## Gouverneur von New Hampshire und weiterer Lebenslauf
Ralph Metcalf trat sein neues Amt am 7. Juni 1855 an. Nach einer Wiederwahl im Jahr 1856 konnte er es bis zum 4. Juni 1857 ausüben. Als Gouverneur setzte sich Metcalf entsprechend den Grundsätzen seiner Partei für eine Beschränkung der Einwanderung in die Vereinigten Staaten ein. Dabei war er besonders gegen katholische Immigranten eingestellt. Gouverneur Metcalf war auch gegen den öffentlichen  Verkauf von Alkohol. Nach dem Ende seiner Amtszeit zog sich Metcalf aus der Politik zurück. Er starb bereits ein Jahr später und wurde in Charlestown beigesetzt. Ralph Metcalf war zweimal verheiratet und hatte insgesamt zwei Kinder.